# 이토 소이치로
이토 소이치로(伊藤 宗一郎, 1924년 3월 21일~2001년 9월 4일)는 13선 중의원 의원을 역임한 일본의 정치인이다.

## 생애
1924년에 미야기현 가미군 나카니다정(현 가미정)에서 태어났다. 후루카와 중학교와 구제 제이고등학교 문과 갑류를 거쳐 1947년 도호쿠 대학 법학부를 졸업했다. 고등학생 때 태평양 전쟁을 겪었으며 대학생 땐 1년간 육군 소위로 복무하기도 했다.
대학을 졸업한 뒤에 정치에 뜻을 두며 《요미우리 신문》에 입사해 정치부 기자가 되었다. 1956년에 제1차 일소어업교섭을 위해 농림상 고노 이치로가 모스크바를 방문할 때 보도특파원으로서 동행했다. 이때 이토는 다시 한 번 정치가가 되겠다는 뜻을 다졌다.
그리고 1960년 총선에 출마해 당선됐다. 선거 유세를 하면서 스스로를 도호쿠의 존 F. 케네디라 칭했다. 소속 정당은 자유민주당이었고 고노가 이끄는 춘추회에 가입했다. 1965년 고노가 사망한 뒤엔 춘추회를 이탈한 뒤 반초 정책연구소로 옮겼다.
1981년 스즈키 젠코 내각 (개조)에서 방위청 장관으로 처음 입각했다. 이토는 남자의 숙원이라며 방위청 장관이 된 걸 기뻐했으며 자위대원의 사기를 드높이고 평화의 소중함을 국민들에게 일깨워주기 위해 노력했다. 1987년 다케시타 내각이 출범하자 과학기술청 장관이 되었는데 "자원이 없는 일본이 여기까지 올 수 있었던 건 과학기술의 힘이다. 앞으로 과학기술로 세계에 공헌해야 한다"라고 말했다.
1996년 11월 제69대 일본 중의원 의장이 되었고 2000년 6월 중의원 해산과 함께 물러났다. 성실하고 공정한 인품을 지녔기에 연금 문제나 의원 정수 시정 등 여야가 격돌하는 사안이 많이 있었지만 적극적으로 중재에 나서 원만하게 문제를 해결했다.
의원으로 재직하던 중인 2001년 도쿄의 자택에서 심부전으로 사망했다.

## 역대 선거 기록
|  | 13% |

|  | 12.4% |

|  | 11.8% |

|  | 15.1% |

|  | 11.4% |

|  | 10.4% |

|  | 12.5% |

|  | 15.2% |

|  | 14.1% |

|  | 15.71% |

|  | 12.7% |

|  | 12.97% |

|  | 44.67% |

|  | 57.48% |

| 전임 오무라 조지 | 제40대 일본의 방위청 장관 1981년 11월 30일~1982년 11월 27일 | 후임 다니카와 가즈오 |

| 전임 미쓰바야시 야타로 | 제41대 일본의 과학기술청 장관 겸 원자력위원장 1987년 11월 6일~1988년 12월 27일 | 후임 미야자키 모이치 |

| 전임 도이 다카코 | 제41대 일본 중의원 의장 1996년 11월 7일~2000년 6월 2일 | 후임 와타누키 다미스케 |